# Arkarua
L'arkarua (Arkarua adami) è un enigmatico organismo vissuto nel Proterozoico superiore (Ediacarano, circa 550 milioni di anni fa), forse affine agli echinodermi. Le sue impronte fossili sono state rinvenute nelle Flinders Ranges in Australia.

## Descrizione
I fossili di questo organismo sono simili a un disco, e conservano quella che sembra essere una regione centrale con cinque lobi; questi lobi sono stati interpretati come fosse ambulacrali, caratteristiche degli echinodermi. Sfortunatamente, i fossili sono stati ritrovati in arenarie che non permettono la conservazione dei dettagli dell'anatomia interna. Non vi è traccia di uno stereoma (il sistema vascolare tipico degli echinodermi) né di alcun'altra struttura tipica di ricci e stelle di mare.

## Affinità
A causa della sua struttura “a pentagono”, l'arkarua è stata considerata un arcaico rappresentante degli echinodermi. Tuttavia, l'assenza di qualunque altra struttura chiaramente riconducibile al gruppo delle stelle marine e dei ricci di mare pone dubbi sull'effettiva appartenenza dell'arkarua agli echinodermi. Questo fossile, quindi, è considerato incertae sedis.

## Significato del nome
Il nome Arkarua deriva da quello di un serpente mitologico, caratteristico della cultura degli aborigeni che vivono nei pressi delle Flinders Ranges, dove sono stati trovati i resti dell'organismo.